# Himalopsyche martynovi
Himalopsyche martynovi là một loài Trichoptera trong họ Rhyacophilidae. Chúng phân bố ở vùng Indomalaya.